# Парк исследовательского треугольника
Парк исследовательского треугольника (ПИТ) (англ. Research Triangle Park) — один из крупнейших научно-исследовательских парков в мире. Он был основан для трёх основных исследовательских университетов в таких городах как Дарем, Роли и Чапел-Хилл в штате Северная Каролина (США). Примерно четверть территории парка находится в округе Уэйк, но большая часть находится в округе Дарем.

## Обзор
ПИТ является одним из самых известных высокотехнологичных парков исследований и разработок в Соединённых Штатах.
Он был создан в 1959 году государственными и местными органами власти, соседними университетами и местными деловыми кругами. Парк занимает 2833 га.
В парке работают более 300 компаний, в которых состоят более чем 55 000 рабочих и 10 000 подрядчиков, включая вторую по величине в мире компанию IBM.
В парке находится один из крупнейших центров исследований и разработок GlaxoSmithKline с 5000 сотрудниками.

## История
После Второй мировой войны экономика Северной Каролины больше не могла зависеть от традиционных отраслей сельского хозяйства. Учёные из штата Северной Каролины и Университета Дьюка придумали идею создания парка, чтобы университеты могли проводить исследования вместе, а также использовать сильные стороны этого района и поддерживать выпускников в штате.
Парк исследовательского треугольника был создан для увеличения инноваций в Северной Каролине. Он граничит с Университетом Дьюка, Университетом штата Северная Каролина и Университетом Северной Каролины в Чапел-Хилле.